# Paraphasma cognatum
Paraphasma cognatum är en insektsart som beskrevs av Ludwig Redtenbacher 1906. Paraphasma cognatum ingår i släktet Paraphasma och familjen Pseudophasmatidae. Inga underarter finns listade i Catalogue of Life.